# Marina Berenguer Haym
Marina Berenguer Haym es una hepatóloga española, presidenta de la Sociedad Internacional de Trasplante Hepático hasta 2022.

## Biografía
Se licenció en Medicina por la Universidad de Valencia en 1991 y complementó su formación en la Universidad de San Francisco de 1997 a 1999. Su trayectoria profesional y científica le ha valido el reconocimiento mundial en las áreas de estudio de la hepatitis C y el trasplante de hígado.
Obtuvo la Habilitación Nacional para el cuerpo de Profesores Titulares de Universidad y ejerce como Profesora Titular Universidad y Facultativo Especialista Área en Hepatología en la Universidad de Valencia. Es autora de más de 400 publicaciones  de investigación clínica, básica y traslacional en revistas indexadas (>30% de D1 y >75% en revistas del Q1), y ha sido citada en 8844 ocasiones (Índice Hirsh 47).[cita requerida]
Completa su tarea científica colaborando en la difusión de la ciencia a través de libros, conferencias, sociedades y confección de Guías Clínicas, tales como la reciente guía clínica sobre el manejo de la Hepatitis C de la Sociedad Europea de Hepatología (EASL).
En 2016 fue cofundadora del Grupo Español de Mujeres Hepatólogas (GEMHEP)  y presidenta del primer comité sobre el papel del género en el Trasplante Hepático dentro de la ILTS (International Liver Trasnplantation Society). Ha sido Editora Asociada en Liver Transplantation (2010-2014), Journal of Hepatology (2010-2014) y Transplantation (2015-2019). Evaluadora en diversas Comisiones, entre las que destaca el Instituto de Salud Carlos III en España y ANRS en Francia.
Actualmente ejerce su tarea como hepatóloga en el Hospital Universitari i Politècnic La Fe donde es responsable del grupo acreditado de Hepatología y Trasplante Hepático. Asimismo coordina el grupo del Centro de Investigación Biomédica en Red de Enfermedades Hepáticas y Digestivas (CIBEREHD).
En abril de 2019 fue nombrada presidenta en la Sociedad Internacional de Trasplante Hepático (International Liver Trasnplantation Society) formada por 1.200 investigadores y facultativos de todo el mundo que se encarga de promover y difundir los avances científicos multidisciplinarios relativos al Trasplante de hígado en todo el mundo.
Ha recibido por su trayectoria científica varios premios, entre ellos el Premio a la labor médico-científica otorgado por la Asociación de Enfermos y Trasplantados Hepáticos en 2007 y el reconocimiento de la trayectoria profesional por la Generalitat Valenciana en 2010.